# Fabian Delph
Fabian Delph, född 21 november 1989 i Bradford, England, är en engelsk fotbollsspelare som spelar som mittfältare.

## Karriär
Fabian Delph kom till Aston Villa 2009 som en riktig supertalang. Men skador ledde till att han aldrig riktigt nådde upp till sin betrodda potential. Säsongen 2013/2014 mognade han och blev en av Aston Villas viktigaste och mest värdefulla spelare.
Den 4 december 2013 gjorde Delph sitt första Premier League-mål, det avgörande 3–2 målet som säkrade en vinst över Southampton.
Den 15 juli 2019 skrev Delph på ett treårskontrakt för Everton.